# КрАЗ-5460
КрАЗ-5460 — спортивний вантажний автомобіль-прототип створений на Кременчуцькому автомобільному заводі для участі у автомобільних кільцевих гонках вантажівок. Автомобіль мав середньомоторну компоновку, форсований дизельний двигун 5ТДФ від танка Т-64 об'ємом 12,8 л, потужністю 1000 к.с., танковий бортовий редуктор, 8-ст. планетарну МКПП (від Т-64) і незалежну підвіску передніх та задніх коліс. Від 0 до 100 км/год автомобіль розганявся за 12 с і досягав максимальної швидкості 180 км/год.
Восени 1991 року почалися випробування автомобіля на автодромі «Чайка». В 1992 році КрАЗ-5460 брав участь в гонках FIA European Truck Racing Cup на Нюрнберзі, однак через поломку підшипника маточини задньої осі не зміг фінішувати.
В липні 2019 року КрАЗ-5460 завели.

### Відео
- Видео КрАЗ для А.Вантеева 2 [Архівовано 30 березня 2016 у Wayback Machine.] youtube
- 1000л.с КРАЗ для Nurburgring, запуск через 20 лет youtube